# Eduard Arbós
Eduard Arbós Borrás, nacido el 7 de mayo de 1983 en Tarrasa (Barcelona, España), es un exjugador de hockey sobre césped español subcampeón olímpico,campeón de Europa entre otros títulos.
Jugó de delantero en el Club Egara de la División de Honor.
Actualmente és director general de la Federación Catalana de Hockey.